# الاتحاد العربي
الاتحاد العربي ويعرف أيضا بالاتحاد العربي الهاشمي، هو اتحاد غير اندماجي كونفدرالي أعلن عنه رسمياً في 14 فبراير/شباط 1958 بين المملكة العراقية والمملكة الأردنية الهاشمية. بحكم أن البيتين الحاكمين في العراق والأردن ينتميان إلى الملك الحسين بن علي اللذي عرف بملك العرب. ينص دستور الاتحاد على أن الاتحاد يتكون من «المملكة العراقية والمملكة الأردنية الهاشمية وعضويته مفتوحة لكل دولة عربية ترغب في الانضمام إليه بالاتفاق مع حكومة الاتحاد»، وعلى احتفاظ «كل دولة من أعضاء الاتحاد بشخصيتها الدولية المستقلة وبنظام الحكم القائم فيها».
ينص الدستور كذلك في المادة 5: أ على (يكون ملك العراق رئيساً للاتحاد وفي حالة غيابه يكون ملك الأردن رئيساً للاتحاد) وتنص المادة السادسة من الدستور على (يكون مقر حكومة الاتحاد بصورة دورية في بغداد لمدة ستة أشهر من السنة وفي عمان لمدة ستة أشهر أخرى).
في 17 شباط/فبراير تمت المصادقة على الاتفاقية من قبل مجلسي الأعيان والنواب العراقيين، ولما قام انقلاب 14 تموز 1958 سنة 1958، أعلنَ رئيس الوزراء عبد الكريم قاسم يوم 15 تموز سنة 1958 عن انسحاب العراق من الاتحاد.

## علم الاتحاد
جاء حسب البند السابع في الاتفاق «يكون علم الثورة العربية علم الاتحاد، وعلماً لكل من الدولتين».

## حكومة الاتحاد
في 19 مايو/أيار 1958، شكلت أول حكومة للاتحاد وكانت تركيبتها كما يلي:
- نوري السعيد ـ رئيساً للوزراء.

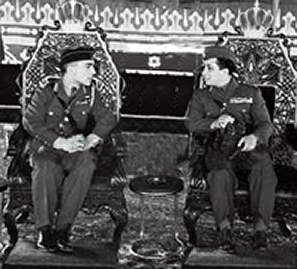
مراسم توقيع بروتكول الاتحاد العربي الهاشمي بين الملكين فيصل الثاني والحسين بن طلال

- إبراهيم هاشم ـ نائباً لرئيس الوزراء.
- توفيق السويدي ـ وزيراً للخارجية.
- خلوصي الخيري ـ وزير دولة للشؤون الخارجية.
- سليمان طوقان ـ وزيراً للدفاع.
- سامي فتاح ـ وزير دولة لشؤون الدفاع.
- عبد الكريم الأزري ـ وزيراً للمالية.

إستراتيجياً جاء الاتحاد كردٍ على قيام الجمهورية العربية المتحدة بين مصر وسوريا في 1 فبراير/شباط، والمخالفة إيديولوجياً للمملكتين. انتهت الوحدة فعلياً في 14 يوليو/تموز مع الإطاحة بالملكية في العراق. أعلن عبد الكريم قاسم رئيس الوزراء الجديد في 16 يوليو حل الاتحاد واصفا إياه بأنه «لم يكن اتحادا حقيقيا يستهدف مصلحة الشعب في القطرين، وإنما كان لتدعيم النظام الملكي الفاسد ولتمزيق وحدة الصف العربي المتحرر، ولتحقيق مصالح زمرة من الحاكمين لم يأتوا الحكم عن طريق الشعب». وقد كان الملك حسين قد تولى رئاسة الاتحاد وقيادة القوات المسلحة في 14 يوليو بعد مقتل الملك فيصل، إلا أن ذلك لم يكن له أي فاعلية عملياً.

## نص الاتفاق
ينص الاتفاق على:
1. ينشأ اتحاد عربي بين المملكة العراقية والمملكة الأردنية الهاشمية باسم [الاتحاد العربي] اعتباراً من يوم الجمعة 24 رجب 1377هجرية والموافق ليوم 14 شباط 1958 ميلادية، ويكون هذا الاتحاد مفتوحاً للدول العربية الأخرى التي ترغب للانضمام إليه.
2. تحتفظ كل من الدولتين بشخصيتها الدولية المستقلة، وسيادتها على أراضيها، ونظام الحكم القائم فيها.
3. تكون المعاهدات، والمواثيق، والاتفاقات الدولية التي سبق أن ارتبطت بها كل من الدولتين قيل قيام الاتحاد بينهما مرعية بالنسبة للدولة التي عقدتها، وغير ملزمة للدولة الأخرى. أما المعاهدات والمواثيق والاتفاقات الدولية التي ستعقد بعد قيام الاتحاد، والتي تدخل ضمن موضوعات الاتحاد من اختصاص وسلطة حكومة الاتحاد.
4. اعتباراً من تاريخ الإعلان الرسمي لقيام الاتحاد، تنفذ إجراءات الوحدة الكاملة بين دولتي الاتحاد في الأمور التالية:
  1. وحدة السياسة الخارجية والتمثيل السياسي.
  2. وحدة الجيش العراقي والجيش الأردني.
  3. إزالة الحواجز الجمركية بين الدولتين، وتوحيد القوانين الجمركية.
  4. توحيد مناهج التعليم.
5. يتفق الطرفان بأسرع وقت على اتخاذ الإجراءات اللازمة لتوحيد النقد، وتنسيق السياسة المالية والاقتصادية بين الدولتين.
6. عندما تقتضي الظروف، ومصلحة الاتحاد، توحيد أي أمر من الأمور الأخرى، غير الواردة في المادة الرابعة، تتخذ الإجراءات اللازمة بموجب دستور الاتحاد، لإدخال ذلك الأمر ضمن اختصاص وسلطات حكومة الاتحاد.
7. يكون علم الثورة العربية علم الاتحاد، وعلماً لكل من الدولتين.
8. حيث:
  1. تتولى شؤون الاتحاد حكومة اتحادية تتألف من مجلس تشريعي، وسلطة تنفيذية.
  2. ينتخب كل من مجلس النواب العراقي والأردني، أعضاء المجلس التشريعي من بين أعضائهما بعدد متساوي من الدولتين.
  3. يعين أعضاء السلطة التنفيذية وفق أحكام دستور الاتحاد، لتولي الأمور التي تدخل ضمن اختصاص حكومة الاتحاد.
9. يكون ملك العراق رئيساً لحكومة الاتحاد، وفي حالة غيابه، لأي سبب كان، يكون ملك الأردن رئيساً لحكومة الاتحاد، ويحتفظ كل من الملكين بسلطاته الدستورية في مملكته، وعند انضمام دولة أخرى إلى الاتحاد، يعاد النظر في وضع رئاسة الاتحاد حسب مقتضيات الأمور.
10. يكون مقر حكومة الاتحاد بصورة دورية في بغداد لمدة ستة أشهر، وفي عمان لمدة ستة أشهر أخرى.
11. حيث:
  1. تضع حكومة الاتحاد دستوراً للاتحاد، وفق الأسس المبينة في هذا الاتفاق، ويعدل دستور كل من الدولتين إلى المدى والحدود التي تقتضيها أحكام دستور الاتحاد.
  2. تتخذ التدابير والإجراءات اللازمة لإقامة حكومة الاتحاد، ووضع دستور الاتحاد في مدة لا تزيد على ثلاثة أشهر من تاريخ توقيع هذا الاتفاق.
12. يبرم هذا الاتفاق وفق الأصول الدستورية لكل من الدولتين.

صدر عن قصر بسمان العامر في عمان، في يوم الجمعة 24 رجب 1377 هجرية، المصادف ليوم 14 شباط 1958 ميلادية